# Euraziatische Economische Unie
De Euraziatische Economische Unie (afk. EEU; Russisch: Евразийский экономический союз, Wit-Russisch: Еўразійскі эканамічны саюз, Kazachs: Еуразиялық Экономикалық Одақ, Armeens: Եվրասիական տնտեսական միություն) is een economische unie opgericht door Wit-Rusland, Kazachstan en Rusland bij het op 29 mei 2014 te Astana ondertekend verdrag. Op 10 oktober 2014 werd in Minsk het Verdrag van Toetreding van de Republiek Armenië aan de Euraziatische Economische Unie getekend. De Unie trad in werking op 1 januari 2015. 
Het doel van de Unie is om de economieën van de deelnemende landen te versterken, de landen "dichter bij elkaar te brengen" en de concurrentiekracht van de landen te verbeteren. Tevens bestaat de unie uit de twee waarnemende leden Cuba en Oezbekistan. 
Kirgizië werd op 12 augustus 2015 lid van de EEU. Tadzjikistan houdt de optie van toetreding nog open.
De Euraziatische Economische Unie wordt gezien als de tegenhanger van de Europese Unie (EU) en de Europese Vrijhandelsassociatie (EFTA).

## Lidstaten
| Lidstaat    | Lid sinds        | Hoofdstad | Bevolking   | Oppervlakte (km²) |
| ----------- | ---------------- | --------- | ----------- | ----------------- |
| Rusland     | 1 januari 2015   | Moskou    | 146.100.000 | 17.125.187        |
| Wit-Rusland | 1 januari 2015   | Minsk     | 9.463.800   | 207.600           |
| Kazachstan  | 1 januari 2015   | Astana    | 17.330.494  | 2.724.902         |
| Armenië     | 2 januari 2015   | Jerevan   | 3.017.100   | 29.743            |
| Kirgizië    | 12 augustus 2015 | Bisjkek   | 5.496.737   | 199.951           |

Mogelijke kandidaten
- Tadzjikistan

Waarnemende leden
- Cuba,  Oezbekistan